# 顾圣婴

顾圣婴

顾圣婴（1937年7月2日—1967年1月31日），生于上海，原籍江苏无锡，中国女钢琴家，文革受难者。

## 生平
顾圣婴3岁开始学钢琴，后师从杨嘉仁、李嘉禄。1954年入上海交响乐团，1956年入中央音乐学院，后去莫斯科深造。 1955年9月，父亲顾高地（1908—1990）（原国民党军委会国际问题研究所京沪区少将主任）受“潘汉年案”株连被逮捕，1958年被判无期徒刑。
1958年，顾圣婴参加日内瓦第十四届国际音乐比赛，获女子钢琴赛最高奖。1960年3月，参加在华沙举行的第六届肖邦钢琴比赛。同年从中央音乐学院毕业。
文革开始后，顾圣婴一家遭到残酷迫害。1967年1月31日顾圣婴在上海交响乐团批斗会上惨遭羞辱，当晚与母亲弟弟开煤气全家自杀。
1979年1月4日漕溪路210号上海龙华革命公墓大厅举行“顾圣婴同志骨灰安放仪式”暨平反昭雪、恢复名誉的追悼会。